# Albert Sambi Lokonga
Albert-Mboyo Sambi Lokonga (Bruxelles, 22 ottobre 1999) è un calciatore belga, centrocampista dell'Arsenal.

## Biografia
Di origini congolesi, è fratello di Paul-José M'Poku.

## Carriera

### Club
Cresciuto nel settore giovanile dell'Anderlecht, ha esordito in prima squadra il 22 dicembre 2017 disputando l'incontro di Pro League vinto 1-0 contro l'Eupen.
L'8 novembre 2018 ha esordito nelle competizioni europee disputando il match della fase a gironi di UEFA Europa League perso 2-0 contro il Fenerbahçe.
Il 19 luglio 2021 viene acquistato dall'Arsenal, esordendo il 13 agosto successivo nella sconfitta casalinga contro il Brentford. Fa il suo debutto con i Gunners in Europa League l’8 settembre 2022 nella vittoria sullo Zurigo.
Il 31 gennaio 2023 passa in prestito fino a fine stagione al Crystal Palace.
Il 1º settembre 2023 viene ceduto nuovamente a titolo temporaneo, questa volta al Luton Town.
Il 15 luglio 2024 viene ufficialmente ingaggiato dal Siviglia, in prestito annuale.

### Nazionale
Dopo avere rappresentato le selezioni giovanili del Belgio, il 19 marzo 2021 viene convocato per la prima volta in nazionale maggiore. Dopo non essere stato convocato per gli Europei 2020, esordisce con il Belgio il 2 settembre 2021 nel successo per 2-5 in casa dell'Estonia.

## Statistiche

### Presenze e reti nei club
Statistiche aggiornate al 19 maggio 2024.
| Stagione          | Squadra           | Campionato        | Campionato | Campionato | Coppe nazionali | Coppe nazionali | Coppe nazionali | Coppe continentali | Coppe continentali | Coppe continentali | Altre coppe | Altre coppe | Altre coppe | Totale | Totale |
| Stagione          | Squadra           | Comp              | Pres       | Reti       | Comp            | Pres            | Reti            | Comp               | Pres               | Reti               | Comp        | Pres        | Reti        | Pres   | Reti   |
| ----------------- | ----------------- | ----------------- | ---------- | ---------- | --------------- | --------------- | --------------- | ------------------ | ------------------ | ------------------ | ----------- | ----------- | ----------- | ------ | ------ |
| 2017-2018         | Anderlecht        | D1                | 5+2        | 0          | CB              | 0               | 0               | UCL                | 0                  | 0                  | -           | -           | -           | 7      | 0      |
| 2018-2019         | Anderlecht        | D1                | 6          | 0          | CB              | 0               | 0               | UEL                | 2                  | 0                  | -           | -           | -           | 8      | 0      |
| 2019-2020         | Anderlecht        | D1                | 23         | 0          | CB              | 3               | 0               | -                  | -                  | -                  | -           | -           | -           | 26     | 0      |
| 2020-2021         | Anderlecht        | D1                | 27+6       | 3          | CB              | 4               | 0               | -                  | -                  | -                  | -           | -           | -           | 37     | 3      |
| Totale Anderlecht | Totale Anderlecht | Totale Anderlecht | 61+8       | 3          |                 | 7               | 0               |                    | 2                  | 0                  |             | -           | -           | 78     | 3      |
| 2021-2022         | Arsenal           | PL                | 19         | 0          | FACup+CdL       | 1+4             | 0               | -                  | -                  | -                  | -           | -           | -           | 24     | 0      |
| 2022-2023         | Arsenal           | PL                | 6          | 0          | FACup+CdL       | 2+1             | 0               | UEL                | 6                  | 0                  | -           | -           | -           | 15     | 0      |
| Totale Arsenal    | Totale Arsenal    | Totale Arsenal    | 25         | 0          |                 | 8               | 0               |                    | 6                  | 0                  |             | -           | -           | 39     | 0      |
| 2023-2024         | Luton Town        | PL                | 17         | 1          | FACup+cDl       | 2+0             | 0+0             | -                  | -                  | -                  | -           | -           | -           | 19     | 1      |
| 2024-2025         | Siviglia          | PD                | 0          | 0          | CR              | 0               | 0               | -                  | -                  | -                  | -           | -           | -           | 0      | 0      |
| Totale carriera   | Totale carriera   | Totale carriera   | 111        | 4          |                 | 17              | 0               |                    | 8                  | 0                  |             | -           | -           | 136    | 4      |

### Cronologia presenze e reti in nazionale
| Cronologia completa delle presenze e delle reti in nazionale ― Belgio | Cronologia completa delle presenze e delle reti in nazionale ― Belgio | Cronologia completa delle presenze e delle reti in nazionale ― Belgio | Cronologia completa delle presenze e delle reti in nazionale ― Belgio | Cronologia completa delle presenze e delle reti in nazionale ― Belgio | Cronologia completa delle presenze e delle reti in nazionale ― Belgio | Cronologia completa delle presenze e delle reti in nazionale ― Belgio | Cronologia completa delle presenze e delle reti in nazionale ― Belgio |
| Data                                                                  | Città                                                                 | In casa                                                               | Risultato                                                             | Ospiti                                                                | Competizione                                                          | Reti                                                                  | Note                                                                  |
| --------------------------------------------------------------------- | --------------------------------------------------------------------- | --------------------------------------------------------------------- | --------------------------------------------------------------------- | --------------------------------------------------------------------- | --------------------------------------------------------------------- | --------------------------------------------------------------------- | --------------------------------------------------------------------- |
| 2-9-2021                                                              | Tallinn                                                               | Estonia                                                               | 2 – 5                                                                 | Belgio                                                                | Qual. Mondiali 2022                                                   | -                                                                     | 74’                                                                   |
| 17-11-2024                                                            | Budapest                                                              | Israele                                                               | 1 – 0                                                                 | Belgio                                                                | UEFA Nations League 2024-2025 - 1º turno                              | -                                                                     | 67’                                                                   |
| Totale                                                                |                                                                       | Presenze                                                              | 2                                                                     |                                                                       | Reti                                                                  | 0                                                                     |                                                                       |